# Lajos Dinnyés

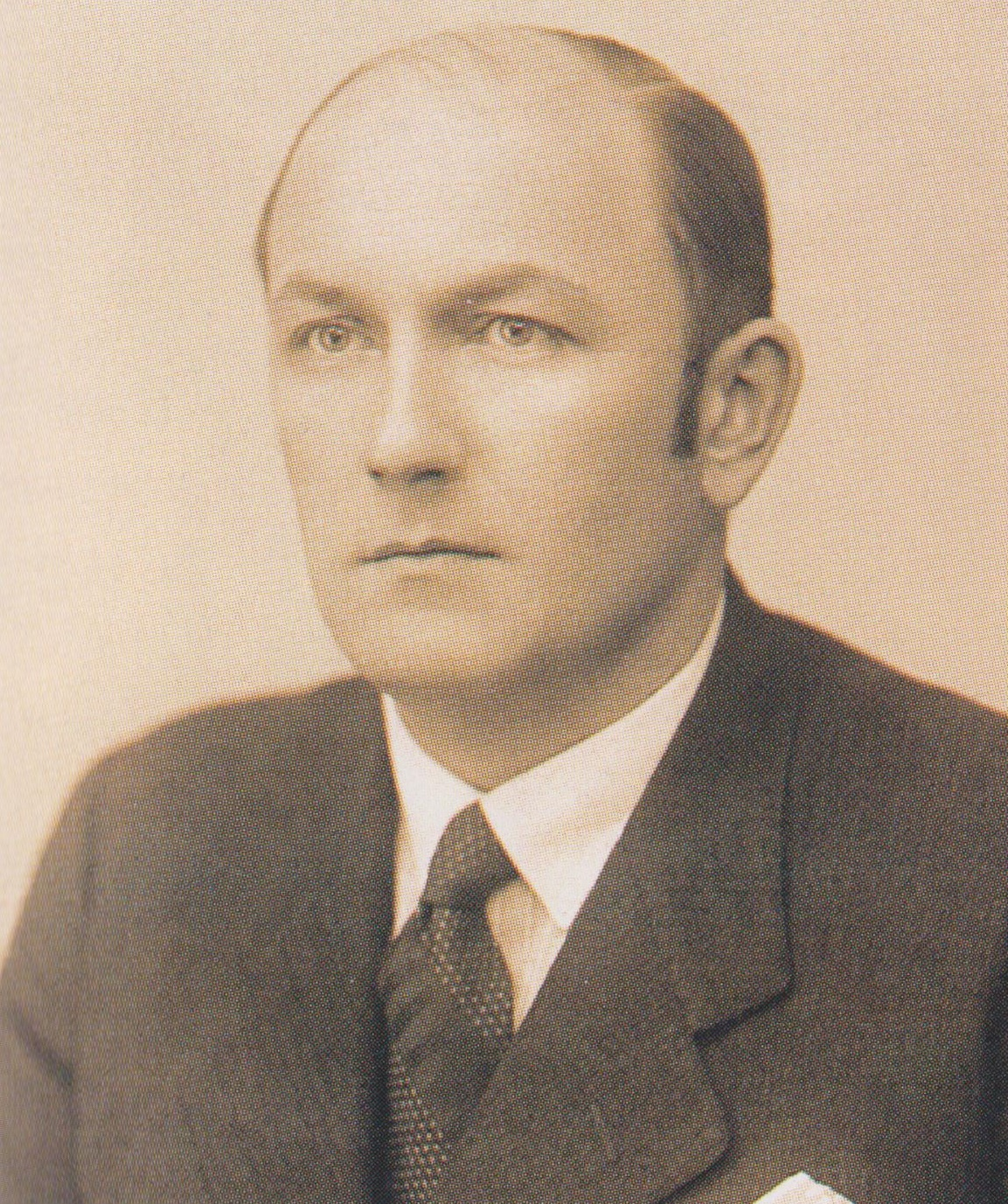
Lajos Dinnyés (1930er-Jahre)

Lajos Dinnyés [ˈlɒjoʃ ˈdiɲːeːʃ] (* 16. April 1901 in Dabas; † 3. März 1961 in Budapest) war ein ungarischer Politiker der Unabhängigen Partei der Kleinlandwirte. Er war von März bis September 1947 Verteidigungsminister sowie von Mai 1947 bis Dezember 1948 Ministerpräsident Ungarns.

## Leben
Nach dem Studium an einem Landwirtschaftskolleg bewirtschaftete er 1930 einen Bauernhof. Dinnyés war seit 1930 Mitglied der Kleinlandwirtepartei, die er von 1931 bis 1939 im Parlament vertrat. Während des Zweiten Weltkrieges war er in der Widerstandsbewegung aktiv.
Von 1945 bis zu seinem Tod war er Abgeordneter und zeitweise Vizepräsident der Nationalversammlung. Ab 14. März 1947 war er Minister für Landesverteidigung im Kabinett von Ferenc Nagy. Nach dessen erzwungenem Rücktritt wegen einer angeblichen Verschwörung wurde Dinnyés am 31. Mai 1947 neuer Ministerpräsident. Dies war Teil der „Salamitaktik“, mit der die Kommunisten die Kleinlandwirtepartei spalteten und schrittweise entmachteten. Dinnyés wurde dem linken Flügel der Kleinlandwirte zugerechnet und war den Kommunisten gegenüber zu weitgehenden Zugeständnissen bereit. Bis 24. September leitete Dinnyés zusätzlich noch das Verteidigungsministerium, dann übergab er es an Péter Veres von der Nationalen Bauernpartei.
Obwohl bei der teilweise manipulierten Wahl im August 1947 die Kleinlandwirtepartei nur noch zweitstärkste Kraft hinter den Kommunisten wurde, konnte Dinnyés zunächst Ministerpräsident bleiben. Die eigentliche Macht lag unterdessen zunehmend bei seinem Stellvertreter Mátyás Rákosi, dem Generalsekretär der Kommunistischen Partei (ab 1948 Partei der Ungarischen Werktätigen). Trotz seiner Willfährigkeit gegenüber den Kommunisten wurde Dinnyés nach der Flucht von Finanzminister Miklós Nyárádi in die Schweiz zum Rücktritt gezwungen. Am 10. Dezember 1948 löste ihn der bisherige Landwirtschaftsminister und FKgP-Vorsitzende István Dobi ab.
Anschließend arbeitete Dinnyés zunächst als Präsident des Vereinigten Landwirtschaftsforschungsinstitutes, ehe er von 1952 bis 1960 Generaldirektor der Nationalen Landwirtschaftsbibliothek und des Nationalen Landwirtschaftsdokumentationszentrums war.